# Российский союз германистов

Российский союз германистов (РСГ) — негосударственная, некоммерческая организация, объединение литературоведов, лингвистов, культурологов и других исследователей и авторов, научные интересы которых сосредоточены в области германистики, действует в России с 2003 года.

## История образования
В ноябре 2003 года по инициативе литературоведов-германистов Москвы и Санкт-Петербурга и при поддержке DAAD (Германской службы академических обменов) был создан Российский союз германистов. В ноябре 2004 года в Москве прошёл II съезд РСГ, на котором сформировалась лингвистическая секция Союза. С этого времени РСГ активно функционирует, его члены принимают участие в организации и проведении различных научных конференций и съездов.

## Цели и задачи
1. Поддерживать и представлять как в России, так и за рубежом деятельность в рамках специальности «Германистика» (литературоведение и лингвистика).
2. Способствовать профессиональным контактам его членов и обмену информацией между ними путём публикации информационного бюллетеня, выпускаемого раз в год или раз в два года (в том числе и в электронной форме), а также, по возможности, с помощью издания ежегодника РСГ.
3. Поддерживать научные и педагогические инициативы в рамках специальности «Германистика» (напр., конференции, семинары, связанные с поддержкой молодых учёных, студентов и аспирантов).
4. Координировать исследования в области германистики в России, организовывать лекционные поездки и осуществлять научные публикации (напр., журналы, научные сборники, монографии и т. п.).

## Президиум
- Президент — к.ф.н. Наталия Сергеевна Бабенко (Москва, ИЯ РАН)
- Вице-президент — проф. Дирк Кемпер (Москва, РГГУ)
- Вице-президент — др.ф.н.проф. Людмила Ивановна Гришаева (Воронеж, ВГУ)[4]

## Издания
- Ежегодник РГС «Русская германистика» на данный момент насчитывает 6 томов и представляет собой сборник публикаций известных российских лингвистов и литературоведов по различным аспектам германистики.